# Населення Мавританії
Населення Мавританії. Чисельність населення країни 2015 року становила 3,596 млн осіб (132-ге місце у світі). Чисельність мавританців стабільно збільшується, народжуваність 2015 року становила 31,34 ‰ (36-те місце у світі), смертність — 8,2 ‰ (88-ме місце у світі), природний приріст — 2,23 % (37-ме місце у світі) . 

## Природний рух

### Відтворення
Народжуваність в Мавританії, станом на 2015 рік, дорівнює 31,34 ‰ (36-те місце у світі). Коефіцієнт потенційної народжуваності 2015 року становив 4 дитини на одну жінку (39-те місце у світі). Рівень застосування контрацепції 9,3 % (станом на 2007 рік).
Смертність в Мавританії 2015 року становила 8,2 ‰ (88-ме місце у світі).
Природний приріст населення в країні 2015 року становив 2,23 % (37-ме місце у світі).

### Вікова структура

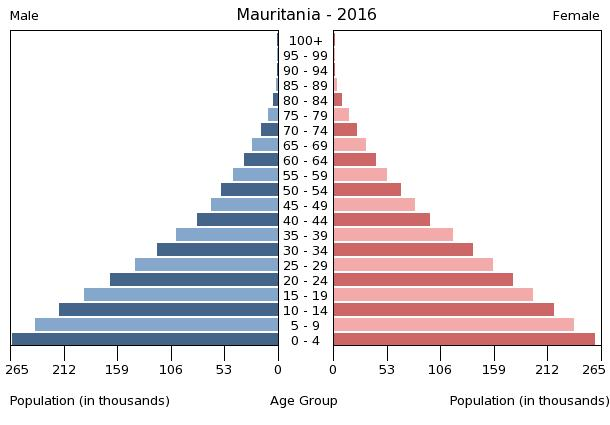
Віково-статева піраміда населення Мавританії, 2016 рік

Середній вік населення Мавританії становить 20,3 року (189-те місце у світі): для чоловіків — 19,3, для жінок — 21,2 року. Очікувана середня тривалість життя 2015 року становила 62,65 року (189-те місце у світі), для чоловіків — 60,35 року, для жінок — 65,02 року.
Вікова структура населення Мавританії, станом на 2015 рік, виглядає таким чином:
- діти віком до 14 років — 39,18 % (707 528 чоловіків, 701 681 жінка);
- молодь віком 15—24 роки — 19,9 % (350 283 чоловіки, 365 578 жінок);
- дорослі віком 25—54 роки — 32,71 % (544 670 чоловіків, 631 891 жінка);
- особи передпохилого віку (55—64 роки) — 4,55 % (73 737 чоловіків, 90 000 жінок);
- особи похилого віку (65 років і старіші) — 3,65 % (55 736 чоловіків, 75 598 жінок)[1].

### Шлюбність— розлучуваність
Середній вік, коли чоловіки беруть перший шлюб, дорівнює 27,1 року, жінки — 19,0 року, загалом — 23,1 року (дані за 2001 рік).

## Розселення
Густота населення країни 2015 року становила 3,9 особи/км² (231-ше місце у світі). Понад 80 % нас. розміщено в зоні Сахеля і в долині р. Сенегал на півдні країни.

### Урбанізація
Мавританія високоурбанізована країна. Рівень урбанізованості становить 59,9 % населення країни (станом на 2015 рік), темпи зростання частки міського населення — 3,54 % (оцінка тренду за 2010—2015 роки).
Головні міста держави: Нуакшот (столиця) — 968,0 тис. осіб (дані за 2015 рік).

### Міграції
Річний рівень еміграції 2015 року становив 0,83 ‰ (144-те місце у світі). Цей показник не враховує різниці між законними і незаконними мігрантами, між біженцями, трудовими мігрантами та іншими.

#### Біженці й вимушені переселенці
Станом на 2016 рік, в країні постійно перебуває 26 тис. біженців із Західної Сахари, 41,8 тис. з Малі.
Мавританія є членом Міжнародної організації з міграції (IOM).

## Расово-етнічний склад
| Етнічний склад (2015 рік) | Етнічний склад (2015 рік) | Етнічний склад (2015 рік) | Етнічний склад (2015 рік) | Етнічний склад (2015 рік) |
| ------------------------- | ------------------------- | ------------------------- | ------------------------- | ------------------------- |
| Етнос:                    |                           |                           | Відсоток:                 |                           |
| темношкірі маври          | темношкірі маври          |                           | 40%                       | 40%                       |
| світлошкірі маври         | світлошкірі маври         |                           | 30%                       | 30%                       |
| темношкірі африканці      | темношкірі африканці      |                           | 30%                       | 30%                       |

Головні етноси країни: темношкірі маври — 40 %, світлошкірі маври (арабо-берберського походження) — 30 %, темношкірі африканці (халпулаар, сонінке, волоф, бамара) — 30 % населення. Більшість населення становлять маври — народ мішаного арабо-берберського походження, що живуть в північних і центральних районах країни, багато хто з них — кочівники; інші — осілі негроїдні народи.

## Мови
| Мови Мавританії (2015 рік) | Мови Мавританії (2015 рік) | Мови Мавританії (2015 рік) | Мови Мавританії (2015 рік) | Мови Мавританії (2015 рік) |
| -------------------------- | -------------------------- | -------------------------- | -------------------------- | -------------------------- |
| Мова:                      |                            |                            | Відсоток:                  |                            |
| арабська                   | арабська                   |                            | %                          | %                          |
| пулаар                     | пулаар                     |                            | %                          | %                          |
| сонінке                    | сонінке                    |                            | %                          | %                          |
| волоф                      | волоф                      |                            | %                          | %                          |
| французька                 | французька                 |                            | %                          | %                          |
| арабська                   | арабська                   |                            | 1.8%                       | 1.8%                       |

Офіційні мови: арабська, пулаар, сонінке, волоф, французька. У побуті використовують власні діалекти арабської, найбільш поширений — діалект хасанія.

## Релігії
| Релігії в Мавританії (2009 рік) | Релігії в Мавританії (2009 рік) | Релігії в Мавританії (2009 рік) | Релігії в Мавританії (2009 рік) | Релігії в Мавританії (2009 рік) |
| ------------------------------- | ------------------------------- | ------------------------------- | ------------------------------- | ------------------------------- |
| Віросповідання:                 |                                 |                                 | Відсоток:                       |                                 |
| мусульмани                      | мусульмани                      |                                 | 100%                            | 100%                            |

Головні релігії й вірування, які сповідує, і конфесії та церковні організації, до яких відносить себе населення країни: іслам (державна релігія) — 100 % (станом на 2015 рік).

## Освіта
Рівень письменності 2015 року становив 52,1 % дорослого населення (віком від 15 років): 62,6 % — серед чоловіків, 41,6 % — серед жінок.
Державні витрати на освіту становлять 3,3 % ВВП країни, станом на 2013 рік (120-те місце у світі). Середня тривалість освіти становить 8 років, для хлопців — до 9 років, для дівчат — до 8 років (станом на 2013 рік).

## Охорона здоров'я
Забезпеченість лікарями в країні на рівні 0,13 лікаря на 1000 мешканців (станом на 2009 рік). Забезпеченість лікарняними ліжками в стаціонарах — 0,4 ліжка на 1000 мешканців (станом на 2006 рік). Загальні витрати на охорону здоров'я 2014 року становили 3,8 % ВВП країни (100-те місце у світі).
Смертність немовлят до 1 року, станом на 2015 рік, становила 54,68 ‰ (28-ме місце у світі); хлопчиків — 59,61 ‰, дівчаток — 49,6 ‰. Рівень материнської смертності 2015 року становив 602 випадків на 100 тис. народжень (19-те місце у світі).
Мавританія входить до складу ряду міжнародних організацій: Міжнародного руху (ICRM) і Міжнародної федерації товариств Червоного Хреста і Червоного Півмісяця (IFRCS), Дитячого фонду ООН (UNISEF), Всесвітньої організації охорони здоров'я (WHO).

### Захворювання
Потенційний рівень зараження інфекційними хворобами в країні дуже високий. Найпоширеніші інфекційні захворювання: діарея, гепатит А, черевний тиф, малярія, гарячка денге, менінгококовий менінгіт, сказ (станом на 2016 рік).
2014 року зареєстровано 15,9 тис. хворих на СНІД (87-ме місце в світі), це 0,66 % населення в репродуктивному віці 15—49 років (57-ме місце у світі). Смертність 2014 року від цієї хвороби становила 1,1 тис. осіб (66-те місце у світі).
Частка дорослого населення з високим індексом маси тіла 2014 року становила 8,6 % (127-ме місце у світі); частка дітей віком до 5 років зі зниженою масою тіла становила 19,5 % (оцінка на 2012 рік). Ця статистика показує як власне стан харчування, так і наявну/гіпотетичну поширеність різних захворювань.

### Санітарія
Доступ до облаштованих джерел питної води 2015 року мало 58,4 % населення в містах і 57,1 % в сільській місцевості; загалом 57,9 % населення країни. Відсоток забезпеченості населення доступом до облаштованого водовідведення (каналізація, септик): у містах — 57,5 %, в сільській місцевості — 13,8 %, загалом по країні — 40 % (станом на 2015 рік). Споживання прісної води, станом на 2005 рік, дорівнює 1,35 км³ на рік, або 420,2 тонни на одного мешканця на рік: з яких 7 % припадає на побутові, 2 % — на промислові, 91 % — на сільськогосподарські потреби.

## Соціально-економічне становище
Співвідношення осіб, що в економічному плані залежать від інших, до осіб працездатного віку (15—64 роки) загалом становить 76,1 % (станом на 2015 рік): частка дітей — 70,5 %; частка осіб похилого віку — 5,7 %, або 17,7 потенційно працездатного на 1 пенсіонера. Загалом ці показники характеризують рівень потреби державної допомоги в секторах освіти, охорони здоров'я та пенсійного забезпечення, відповідно. За межею бідності 2004 року перебувало 40 % населення країни. Розподіл доходів домогосподарств в країні виглядає таким чином: нижній дециль — 2,5 %, верхній дециль — 29,5 % (станом на 2000 рік).
Станом на 2013 рік, у країні 2,8 млн осіб не мали доступу до електромереж; 28 % населення має доступ, в містах цей показник дорівнює 47 %, у сільській місцевості — 2 %. Рівень проникнення інтернет-технологій надзвичайно низький. Станом на липень 2015 року в країні налічувалось 547 тис. унікальних інтернет-користувачів (134-те місце у світі), що становило 15,2 % загальної кількості населення країни.

### Трудові ресурси
Загальні трудові ресурси 2015 року становили 1,318 млн осіб (134-те місце у світі). Зайнятість економічно активного населення у господарстві країни розподіляється таким чином: аграрне, лісове і рибне господарства — 50 %; промисловість і будівництво — 2 %; сфера послуг — 48 % (станом на 2001 рік). 127,25 тис. дітей у віці від 5 до 14 років (16 % загальної кількості) 2007 року були залучені до дитячої праці. Безробіття 2013 року дорівнювало 31 % працездатного населення (190-те місце у світі).

## Клімат

### Торгівля людьми
Згідно зі щорічною доповіддю про торгівлю людьми (англ. Trafficking in Persons Report) Управління з моніторингу та боротьби з торгівлею людьми Державного департаменту США, уряд Мавританії не докладає зусиль у боротьбі з явищем примусової праці, сексуальної експлуатації, незаконною торгівлею внутрішніми органами, законодавство не відповідає мінімальним вимогам американського закону 2000 року щодо захисту жертв (англ. Trafficking Victims Protection Act’s), країна перебуває у списку третього рівня.

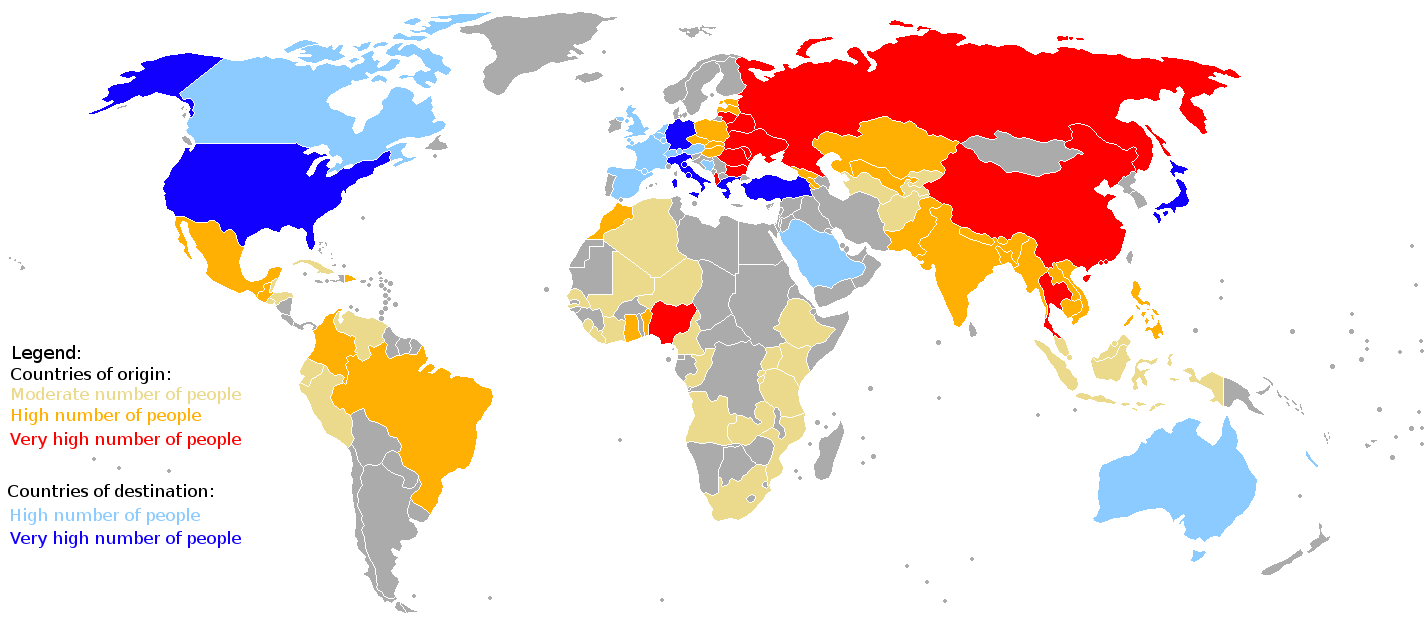
Країни-донори (червоний) і країни-реципієнти кримінальних потоків  (англ.)
Глобальна боротьба з торгівлею людьми (англ.)

## Гендерний стан
Статеве співвідношення (оцінка 2015 року):
- при народженні — 1,03 особи чоловічої статі на 1 особу жіночої;
- у віці до 14 років — 1,01 особи чоловічої статі на 1 особу жіночої;
- у віці 15—24 років — 0,96 особи чоловічої статі на 1 особу жіночої;
- у віці 25—54 років — 0,86 особи чоловічої статі на 1 особу жіночої;
- у віці 55—64 років — 0,82 особи чоловічої статі на 1 особу жіночої;
- у віці за 64 роки — 0,74 особи чоловічої статі на 1 особу жіночої;
- загалом — 0,93 особи чоловічої статі на 1 особу жіночої[1].

## Демографічні дослідження
Демографічні дослідження в країні ведуться рядом державних і наукових установ.

### Українською
- Атлас. 10—11 клас. Економічна і соціальна географія світу / упорядники :  О. Я. Скуратович, Н. І. Чанцева. — К. : ДНВП «Картографія», 2010. — ISBN 978-966-475-639-3.
- Атлас світу / голов. ред. І. С. Руденко ; зав. ред. В. В. Радченко ; відп. ред. О. В. Вакуленко. — К. : ДНВП «Картографія», 2005. — 336 с. — ISBN 9666315467.
- Безуглий В. В. Економічна і соціальна географія зарубіжних країн : Навчальний посібник. — К. : ВЦ «Академія», 2007. — 704 с. — ISBN 978-966-580-239-6.
- Безуглий В. В., Козинець С. В. Регіональна економічна і соціальна географія світу : Навчальний посібник. — видання 2-ге, доп., перероб. — К. : ВЦ «Академія», 2007. — 688 с. — ISBN 966-580-144-9.
- Головченко В. І., Кравчук О. Країнознавство: Азія, Африка, Латинська Америка, Австралія і Океанія. — К., 2006. — 335 с. — ISBN 966-8939-04-2.
- Гудзеляк І. І. Географія населення: Навчальний посібник / І. Гудзеляк. — Л. : Видавничий центр ЛНУ імені Івана Франка, 2008. — 232 с. — ISBN 978-966-613-599-8.
- Дахно І. І. Країни світу: Енциклопедичний довідник / І. І. Дахно, С. М. Тимофієв. — К. : Мапа, 2011. — 606 с. — (Бібліотека нового українця) — ISBN 978-966-8804-23-6.
- Дахно І. І. Економічна географія зарубіжних країн : навчальний посібник. — К. : Центр учбової літератури, 2014. — 319 с. — ISBN 978-611-01-0682-5.
- Джаман В. О. Регіональні системи розселення: демографічні аспекти. — Чернівці : Рута, 2003. — 392 с. — ISBN 9665685988.
- Дорошенко Л. С. Демографія: Навчальний посібник. — К. : МАУП, 2005. — 112 с. — ISBN 966-608-442-2.
- Дубович І. А. Країнознавчий словник-довідник. — 5-те вид., перероб. і доп. — К. : Знання, 2008. — 839 с. — ISBN 978-966-346-330-8.
- Економічна і соціальна географія країн світу. Навчальний посібник / За ред. Кузика С. П. — Л. : Світ, 2002. — 672 с. — ISBN 966-603-178-7.
- Загальна медична географія світу / В. О. Шевченко [та ін.] — К. : [б.в.], 1998. — 178 с.
- Книш М. М., Мамчур О. І. Регіональна економічна і соціальна географія світу (Латинська Америка та Карибські країни, Африка, Азія, Океанія) : навч. посіб. — Л. : ЛНУ ім. Івана Франка, 2013. — 368 с. — ISBN 978-617-10-0007-0.
- Крисаченко В. С. Динаміка населення: Популяційні, етнічні та глобальні виміри. — К. : Видавництво Національного інституту стратегічних досліджень, 2005. — 368 с. — ISBN 966-554-083-1.
- Любіцева О. О., Мезенцев К. В., Павлов С. В. Географія релігій. — К. : АртЕК, 1999. — 504 с. — ISBN 966-505-006-0.
- Масляк П. О. Країнознавство. — К. : Знання, 2007. — 292 с. — (Вища освіта XXI століття)
- Масляк П. О., Дахно І. І. Економічна і соціальна географія світу / П. О. Масляк, І. І. Дахно ; за ред. П. О. Масляка. — К. : Вежа, 2003. — 280 с. — ISBN 966-7091-53-8.

### Російською
- (рос.) Мавритания // Демографический энциклопедический словарь / главн. ред. Валентей Д. И. — М. : Советская энциклопедия, 1985. — 608 с.
- (рос.) Мавритания // Африка: энциклопедический справочник [в 2-х тт.] / гл. ред. А. Громыко. — М. : Советская энциклопедия, 1987. — Т. 2. — 671 с.
- (рос.) Мавритания // Страны и народы. Африка. Общий обзор. Северная Африка / Редкол. : А. А. Громыко и др. — М. : «Мысль», 1982. — 349 с. — (Страны и народы) — 180 тис. прим.
- (рос.) Атлас народов мира / Отв. ред. С. И. Брук и В. С. Апенченко. — М. : ГУГК ГГК СССР и Институт этнографии им. Н. Н. Миклухо-Маклая АН СССР, 1964. — 185 с. — 20 тис. прим.
- (рос.) Численность и расселение народов мира. Этнографические очерки / под ред. С. И. Брука. — М. : Издательство АН СССР, 1962. — 487 с.
- (рос.) Лаппо Г. М. География городов: Учебное пособие для географических факультетов вузов. — М. : Туманит, изд. центр ВЛАДОС, 1997. — 476 с. — ISBN 5-691-00047-0.
- (рос.) Ягельский А. География населения. — М. : Прогресс, 1980. — 383 с.